# Atalanta Planitia
L'Atalanta Planitia è una zona dell'emisfero nord di Venere, che si estende da 40° a 75° di latitudine nord e da 140° a 190° di longitudine est.
Consiste in una pianura deforme occupata nella zona centrale da depositi vulcanici; è importante per lo studio e l'analisi di processi di formazione dei bacini di inondazione vulcanica.
Ha un diametro di 1.500 km ed una profondità di circa 2 km ed è tra i più grandi bacini esistenti, è di forma circolare e paragonabile a Beta Regio.
Questa zona presenta una anomalia per quanto riguarda la gravità che risulta differente dalla media del territorio venusiano, probabilmente dovuta, come recenti studi hanno dimostrato, alla crosta che è più spessa e robusta di quel che si credeva.
Ad una profondità di circa 60 km c'è un accumulo di materiale basaltico ad alta densità. Parecchie zone all'interno di Atalanta contengono rocce con composizione insolita o sconosciuta, causato questo da differenti tipi di erosione e da differenti composizioni vulcaniche che produrrebbero queste rocce stesse.